# Borís I de Bulgària
Borís I de Bulgària (~825 - 907) o Borís I Miquel, després del seu bateig, o també Bogoris, fou rei de Bulgària, el primer amb títol de tsar i que l'any 864 adoptà la fe cristiana com a religió oficial de l'estat. És considerat sant per l'Església Ortodoxa i la catòlica.

## Conflictes inicials

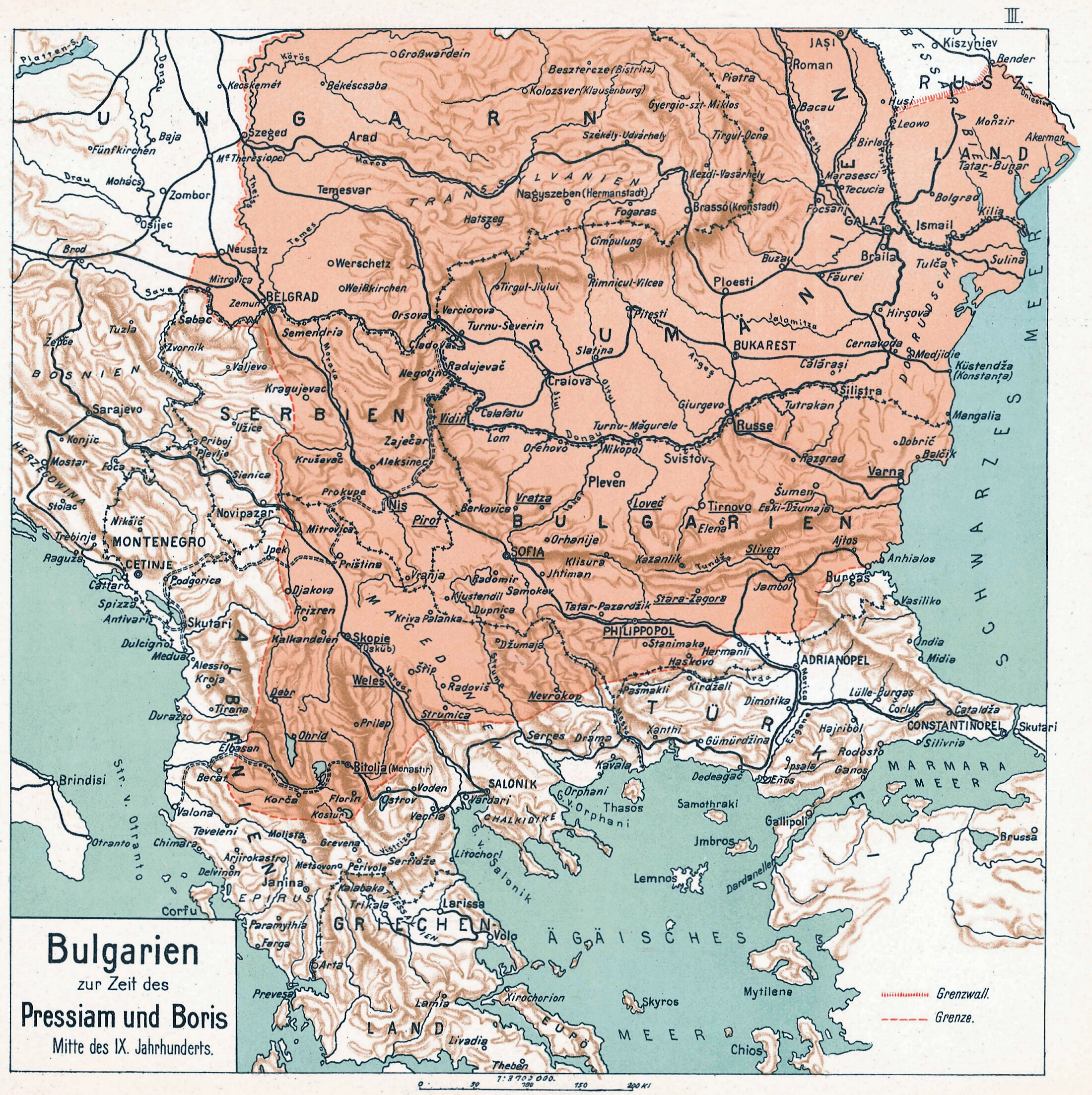
L'Imperi Búlgar a l'època de Borís I.

Quan l'any 852 succeí en el tron el seu pare Presijan I, va heretar un imperi gran però poc cohesionat, amb problemes amb els veïns: l'Imperi Romà d'Orient, el regne Franc, la Gran Moràvia, els croats i els serbis. Va anar resolent amb èxit els conflictes i, el 864, signà un pacte amb Lluís el Germànic, emperador dels francs. Els romans d'Orient van sentir perillar la seva influència a l'est d'Europa i van amenaçar amb una invasió. Borís va demostrar una gran visió d'estadista i va acceptar a pactar amb Constantinoble i abraçar el cristianisme romà d'Orient. Així el 14 de setembre de 865 es batejà amb la seva família i cort i adoptà el nom de Borís Miquel en honor de l'emperador romà d'Orient Miquel III, que el va apadrinar. Alguns nobles que es van oposar a la conversió foren reprimits amb contundència.
La conversió va permetre abordar dos grans problemes que tenia plantejats. Per una banda, evitava els arguments de tipus religiós com a excuses per a futures invasions de les potències de l'època, totes cristianes. Per altra, aconseguia unificar les diferents comunitats religioses que dividien el país. Fins a deu creences diferents eren practicades. Els búlgars creien en el déu Tangra. Els eslaus eren politeistes. Amb el decret de la nova confessionalitat oficial es va poder elaborar un nou cos legal unificat i desenvolupar un estat consolidat.

## Autonomia de l'Església búlgara
Els càrrecs eclesiàstics eren nomenats per Constantinoble i aviat constituïren una forma de control dels romans d'Orient sobre el poder de Borís. Aquest pretenia mantenir una autonomia i sol·licità sense èxit el nomenament d'un patriarca búlgar. En veure les reticències a l'acompliment d'aquesta demanda, el 866 es va dirigir a Lluís el Germànic i al Papa Nicolau I proposant-los de tornar a l'obediència de Roma a canvi de l'enviament d'un bisbe i sacerdots. Aquest nou acostament va durar fins que, el 870, el IV Concili de Constantinoble va reconèixer l'Església Ortodoxa Búlgara autònoma però sota la protecció del Patriarca de Constantinoble.
Aconseguida l'autonomia, el principal entrebanc que es presentava per a la difusió de la religió entre el poble era l'ús del grec com a idioma eclesiàstic. Quan el 886 van arribar al país els deixebles de Ciril i Metodi, Climent d'Ocrida i Naüm de Preslav, expulsats de la Gran Moràvia, el tsar Borís va veure la solució al seu problema. Aquests havien traduït la Bíblia a l'antic eslau i creat l'alfabet glagolític per a escriure-la. El rei els va convidar a crear acadèmies per a la formació del clergat local i va declarar l'antic eslau llengua oficial.

## Retirs
El 889 Borís abdicà en el seu fill Vladímir i es va fer monjo, retirant-se. Però, per posar fre a la intenció de Vladímir de retornar a les religions antigues i perseguir els cristians, va tornar a fer-se càrrec del regne el 893, va deposar el seu fill, el va fer cegar i va coronar el seu tercer fill Simeó I.
El 2 de maig de 907 va morir en el monestir, prop de Preslav.